# 東部方面混成団
東部方面混成団（とうぶほうめんこんせいだん、JGSDF Eastern Army Combined Brigade）は、陸上自衛隊武山駐屯地（神奈川県 横須賀市）に団本部を置く陸上自衛隊東部方面隊直轄の混成団の一つである。

## 概要
団長は1等陸佐（二）が充てられ、2個のコア普通科連隊（神奈川県、群馬県）および3個の教育部隊（東京都、神奈川県、静岡県）を運用し、1都10県に所在する即応予備自衛官等の招集教育訓練および准曹士の課程教育を担任している。
2011年（平成23年）4月に東部方面隊の基本教育部隊である第1教育団を母体として、隷下に第117教育大隊（武山駐屯地）、第3陸曹教育隊（板妻駐屯地）、女性自衛官教育隊（朝霞駐屯地）、第1機甲教育隊（駒門駐屯地）を編入、第1師団隷下で廃止された第31普通科連隊を隷下に再編して編成完結した。
また、「神奈川警備隊区」担任部隊として、第1師団長の命を受け、隷下の第31普通科連隊および神奈川県内に警備隊区を持つ第4施設群、第1高射特科大隊を指揮する。

## 沿革
- 2011年（平成23年）4月22日：東部方面混成団が武山駐屯地において編成完結。
- 2013年（平成25年）
  - 3月26日：第48普通科連隊を隷下に編合。
  - 4月1日：第3陸曹教育隊共通教育中隊が生徒陸曹候補生課程の教育担任となる[注釈 1]。
- 2018年（平成30年）3月27日：混成団本部が「神奈川警備隊区」の担当部隊となる[3]。
- 2019年（平成31年）3月26日：第1機甲教育隊（駒門駐屯地）を廃止。
- 2020年（令和02年）3月26日：「陸上自衛隊の部隊の組織及び編成に関する訓令[6]」の改正[7]に伴い、団本部各科を改編（総務科を第1科、訓練科を第3科、管理科を第4科へそれぞれ改編するとともに第2科を新編）。
- 2024年（令和06年）:第117教育大隊において公募技術陸曹の教育を開始。

## 編成・駐屯地
編成
- 東部方面混成団本部
  - 第1科
  - 第2科
  - 第3科
  - 第4科「東方混団-本」
- 第31普通科連隊（5個普通科中隊基幹）
- 第48普通科連隊（4個普通科中隊基幹）
- 第3陸曹教育隊「3曹教」
- 女性自衛官教育隊「女自教」
- 第117教育大隊
  - 第117教育大隊本部「117教-本」
  - 第326共通教育中隊「326教」
  - 第327共通教育中隊「327教」
  - 第331共通教育中隊「331教」
  - 第339共通教育中隊「339教」

駐屯地
- 武山駐屯地（神奈川県横須賀市）
  - 混成団本部
  - 第31普通科連隊
  - 第117教育大隊
- 相馬原駐屯地（群馬県榛東村）
  - 第48普通科連隊
- 板妻駐屯地（静岡県御殿場市）
  - 第3陸曹教育隊
- 朝霞駐屯地（東京都練馬区）
  - 女性自衛官教育隊

## 主要幹部
| 官職名           | 階級    | 氏名     | 補職発令日     | 前職                       |
| ---------------- | ------- | -------- | -------------- | -------------------------- |
| 東部方面混成団長 | 1等陸佐 | 髙野康悦 | 2025年03月17日 | 陸上自衛隊九州補給処副処長 |
| 副団長           | 1等陸佐 | 西田健   | 2025年08月01日 | 東部方面総監部勤務         |

| 代 | 氏名       | 在職期間                        | 出身校・期 | 前職                                       | 後職                                     |
| -- | ---------- | ------------------------------- | ---------- | ------------------------------------------ | ---------------------------------------- |
| 01 | 真崎唯信   | 2011年04月22日 - 2012年04月01日 | 防大23期   | 第1教育団長                                | 退職（陸将補昇任）                       |
| 02 | 二見弘幸   | 2012年04月01日 - 2013年04月01日 | 防大25期   | 中央即応集団司令部幕僚長                   | 退職（陸将補昇任）                       |
| 03 | 岡崎勝司   | 2013年04月01日 - 2014年03月22日 | 防大25期   | 統合幕僚学校教育課長                       | 東部方面総監部付 →2014年7月10日 定年退職 |
| 04 | 高橋正州   | 2014年03月23日 - 2016年03月23日 | 防大27期   | 陸上自衛隊幹部候補生学校副校長 兼 企画室長 | 退職（陸将補昇任）                       |
| 05 | 甲斐康誠   | 2016年03月23日 - 2017年03月22日 | 防大29期   | 陸上自衛隊幹部学校主任教官                 | 退職（陸将補昇任）                       |
| 06 | 瀨戸山昭臣 | 2017年03月23日 - 2019年03月22日 | 防大30期   | 中央即応集団司令部幕僚副長                 | 退職（陸将補昇任）                       |
| 07 | 石丸威司   | 2019年03月23日 - 2020年12月21日 | 防大31期   | 自衛隊愛知地方協力本部長                   | 退職（陸将補昇任）                       |
| 08 | 藤原修     | 2020年12月22日 - 2022年07月31日 | 防大32期   | 陸上自衛隊会計監査隊長                     | 退職（陸将補昇任）                       |
| 09 | 大場勇     | 2022年08月01日 - 2025年03月16日 | 防大34期   | 東部方面総監部情報部長                     |                                          |
| 10 | 髙野康悦   | 2025年03月17日 -                | 防大35期   | 陸上自衛隊九州補給処副処長                 |                                          |